# Liste der Substanzen mit Decknamen „Stoff“
Die Liste der Substanzen mit Decknamen „Stoff“ umfasst chemische Kampfstoffe, Treib- und Sprengstoffe, die im Ersten und Zweiten Weltkrieg häufig mit Decknamen bezeichnet wurden. Hierfür wurden unter anderem Abkürzungen von einem oder zwei Buchstaben in Kombination mit dem Wort „Stoff“ (beispielsweise „C-Stoff“) verwendet.
Die exakte Bedeutung ist oft abhängig vom Zeitraum der Begriffsverwendung und muss daher im jeweiligen Zusammenhang interpretiert werden.
| Deckname            | Bedeutung im Ersten Weltkrieg | Bedeutung im Zweiten Weltkrieg |
| ------------------- | --- | --- |
| A-Stoff             | Chloraceton (Augenkampfstoff, „Weißkreuz“)                                                                                                  | Flüssiger Sauerstoff (LOX) |
| B-Stoff             | Bromaceton (Augenkampfstoff, „Weißkreuz“)                                                                                                   | - Hydrazin bzw. Hydrazinhydrat (Katalysator bei Wasserstoffperoxid/Methanol-Reaktionen) - 75 % Ethanol / 25 % Wasser (verwendet in der Vergeltungswaffe 2, siehe Aggregat 4)                                                                                  |
| Bn-Stoff            | Brommethylethylketon, Homomartonit (Tränengas)                                                                                              | |
| Br-Stoff            | Ligroin, gewonnen aus Rohbenzin | |
| C-Stoff             | Gemisch von Mono- und Dichlormethylchlorformiat (Reizgas in Minen)                                                                          | 57 % Methanol, 30 % Hydrazinhydrat, 13 % Wasser und Stabilisator Kaliumtetracyanocuprat(I) (Treibstoffmischung, zusammen mit T-Stoff als Oxidator verwendet)                                                                                                  |
| CA-Stoff            | Brombenzylcyanid (Bromphenylacetonitril, Augenkampfstoff)                                                                                   | |
| Ce-Stoff            | Bromcyanid (Blutkampfstoff) | |
| D-Stoff             | Dimethylsulfat | |
| E-Stoff             | | 70 % Diethylzink, 30 % Mineralöl (auch: „Dialin“) |
| F-Stoff             | | Titantetrachlorid (Nebelstoff) |
| K-Stoff             | - Monochlormethylchlorformiat oder Gemisch von Mono- und Dichlormethylchlorformiat (Reizgas in Tränengasgranaten) - Phenylcarbylaminchlorid | - allgemeine Abkürzung für Kampfstoff (auch K'Stoff, Kst) - Sauerstoffhaltige Kriegsersatztreibstoffe im weiteren Sinne, speziell ein Gemisch aus 20 Vol.-% Aceton und 80 Vol.-% Ethylacetat - Kresolseife (1:1-Gemisch aus Kresol-Isomeren und Schmierseife) |
| M-Stoff             | | Methanol |
| N-Stoff             | | Chlortrifluorid (Lungenkampfstoff, „Grünkreuz“) |
| P-Stoff             | | Verdichteter Stickstoff oder Druckluft zur Verwendung im Meillerwagen |
| R-Stoff / Tonka     | | 57 % Xylidin (2,4-Xylidin) und 43 % Triethylamin |
| S-Stoff             | | 90 % Salpetersäure / 10 % Schwefelsäure oder 96 % Salpetersäure / 4 % Eisen(III)-chlorid (als Katalysator) |
| SV-Stoff / „Salbei“ | | 94 % Salpetersäure / 6 % Distickstofftetroxid oder 85 % Salpetersäure / 15 % Schwefelsäure |
| T-Stoff             | Xylylbromid (Reizstoff) | 80 % Wasserstoffperoxid / 20 % Wasser / geringe Mengen 8-Hydroxychinolin als Stabilisator (bildet mit C-Stoff ein äußerst aggressives Hypergol) |
| U-Stoff             | | Distickstofftetroxid |
| X-Stoff             | | Tetranitromethan |
| XU-Stoff            | | 70 Gew.-% X-Stoff / 30 Gew.-% U-Stoff |
| Z-Stoff             | | wässrige Lösung von Kaliumpermanganat / Calciumpermanganat / Natriumpermanganat |